# Evangelische Kirche (Gersbach)

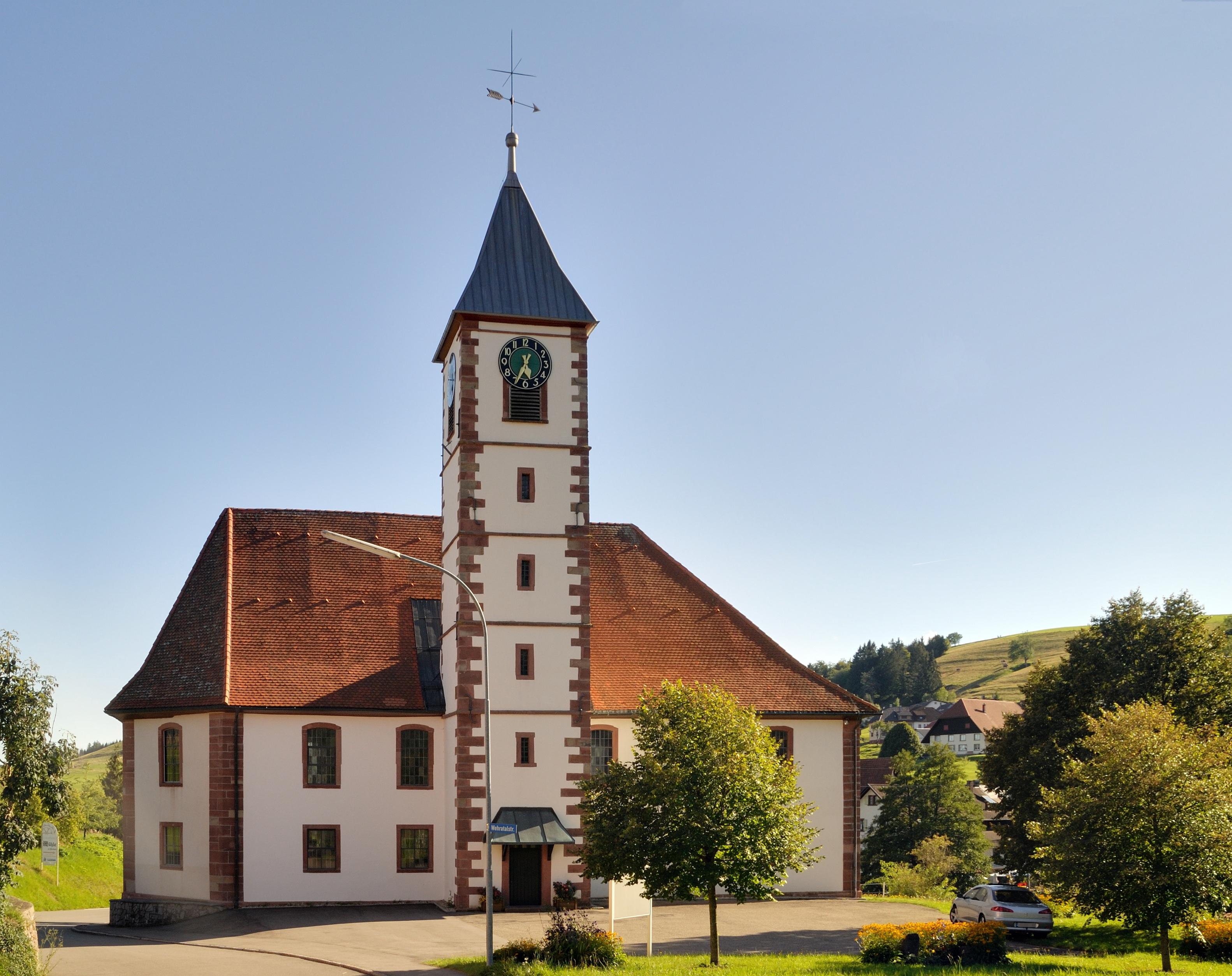
Evangelische Kirche in Gersbach

Die Evangelische Kirche im Schopfheimer Stadtteil Gersbach wurde erstmals im 12. Jahrhundert urkundlich erwähnt.

## Geschichte
Die erste schriftliche Erwähnung einer Kirche in Gersbach (ecclesia Gerisbac) ist auf das Jahr 1166 nachgewiesen, ein Pfarrer (Hugo de Gerispach ecclesie plebanus) wird zum ersten Mal 1258 genannt. Nach Einführung der Reformation im Markgräflerland 1556 gehörte Gersbach zur Pfarrei von Hasel. Trotzdem hatte Gersbach eine gewisse Selbstständigkeit inne wie die Kirchenbücher beweisen, die bis ins Jahr 1659 zurückreichen. Wieder einen eigenen Pfarrer hatte der Ort 1742. Eine Kirchenvisitation stellte Ende des 17. Jahrhunderts fest, dass die Kirche in einem schlechten Zustand gewesen sein soll. 1755 ist ein Gesuch der Gemeinde und des Pfarrers an den Markgrafen Karl Friedrich zum Neubau des Gotteshauses überliefert.
Nachdem am selben Ort 1765 eine neue Kirche gebaut worden war, fiel sie 1784 einem Dorfbrand zum Opfer, der auch eine Reihe von Wohnhäusern sowie das Pfarr- und Schulhaus zerstörte. Bereits im selben Jahr wurde sie in derselben Form wieder erbaut.
Bei der Renovierung 1910 baute man einen neuen Altar und eine neue Kanzel ein. Die Umgestaltung in den Jahren 1967 bis 1986 führte die Kirche teilweise in ihre ursprüngliche Form zurück. Unter anderem entfernte man die Süd- und Nordempore für die Geschlechtertrennung und richtete unter der Westempore eine Sakristei und einen Heizraum ein. Der Eingang wurde auf die Nordseite durch den Turm verlegt.

## Beschreibung

### Kirchenbau
Die Gersbacher Kirche befindet sich im Südostteil an der Durchgangsstraße. Der Hauptbau besteht aus einem rechteckigen Saalbau mit Satteldach, der am polygonalen Chor mit einem Pyramidendach abgeschlossen ist. Die Längsseiten tragen zweireihig Fenster; die unteren rechteckig, die oberen sind mit einem Segmentbogen abgeschlossen. An der Nordseite ist mittig ein fünfstöckiger Glockenturm angebaut, der vom Erdgeschoss bis zur Dachkante über eine Eckquaderung verfügt. Das Eingangsportal trägt zum Schutz ein kleines Pultdach.
Im fünften Geschoss befinden sich zu jeder Seite rundbogige Klangarkaden, darüber ist das Zifferblatt der Turmuhr angebracht. Abgeschlossen wird der Turm durch ein vierseitiges Pyramidendach mit Turmkugel und Wetterhahn.

### Innenraum und Ausstattung

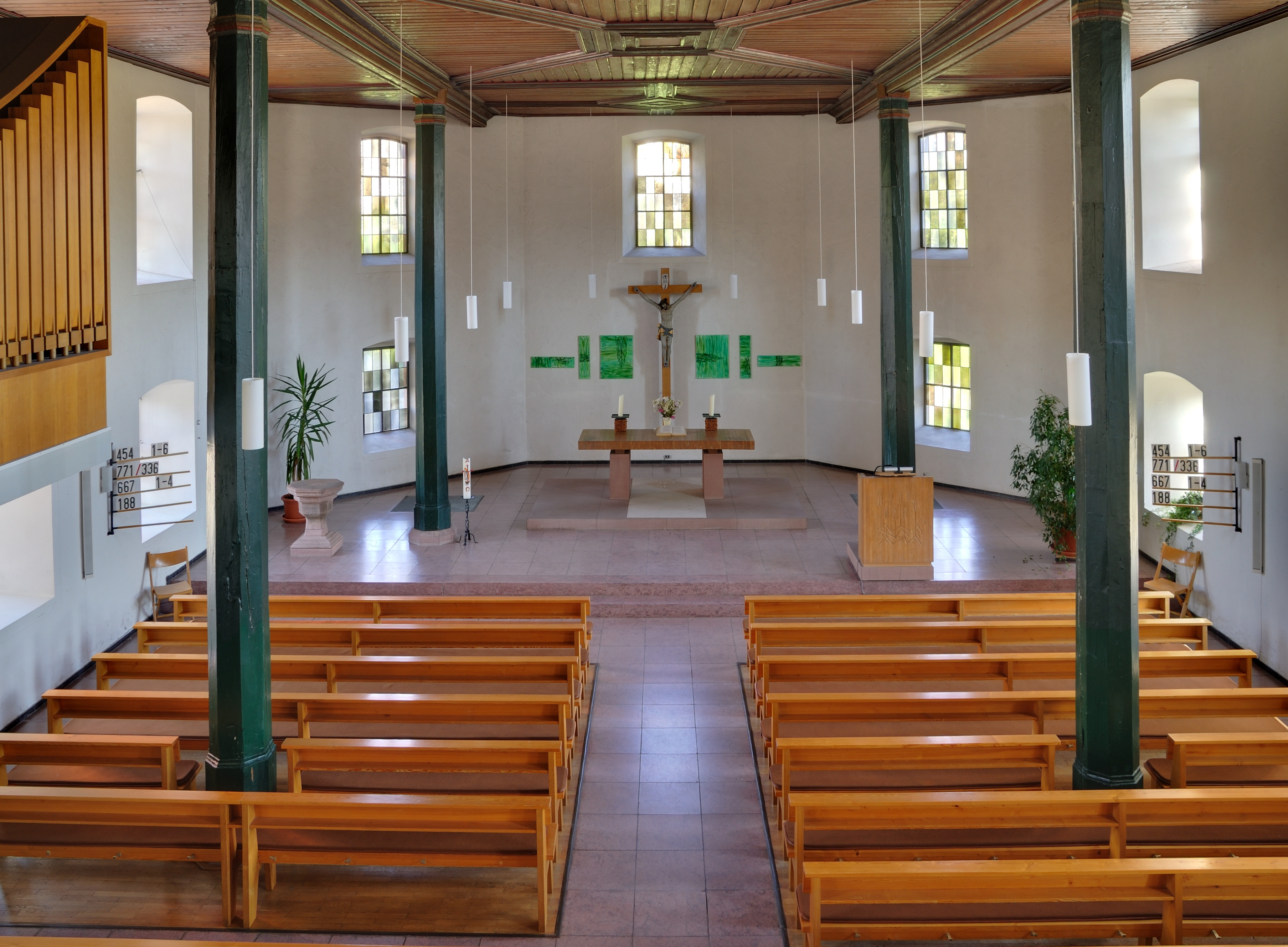
Innenraum

Das Kircheninnere ist mit einer flachen Holzdecke eingezogen. Der Haupteingang erfolgt über die Turmhalle. Im Altarraum befinden sich Kruzifix und Taufstein, die aus der Erbauungszeit erhalten geblieben sind. Altar und Kanzel stammen aus dem Jahr 1910.

### Glocken und Orgel

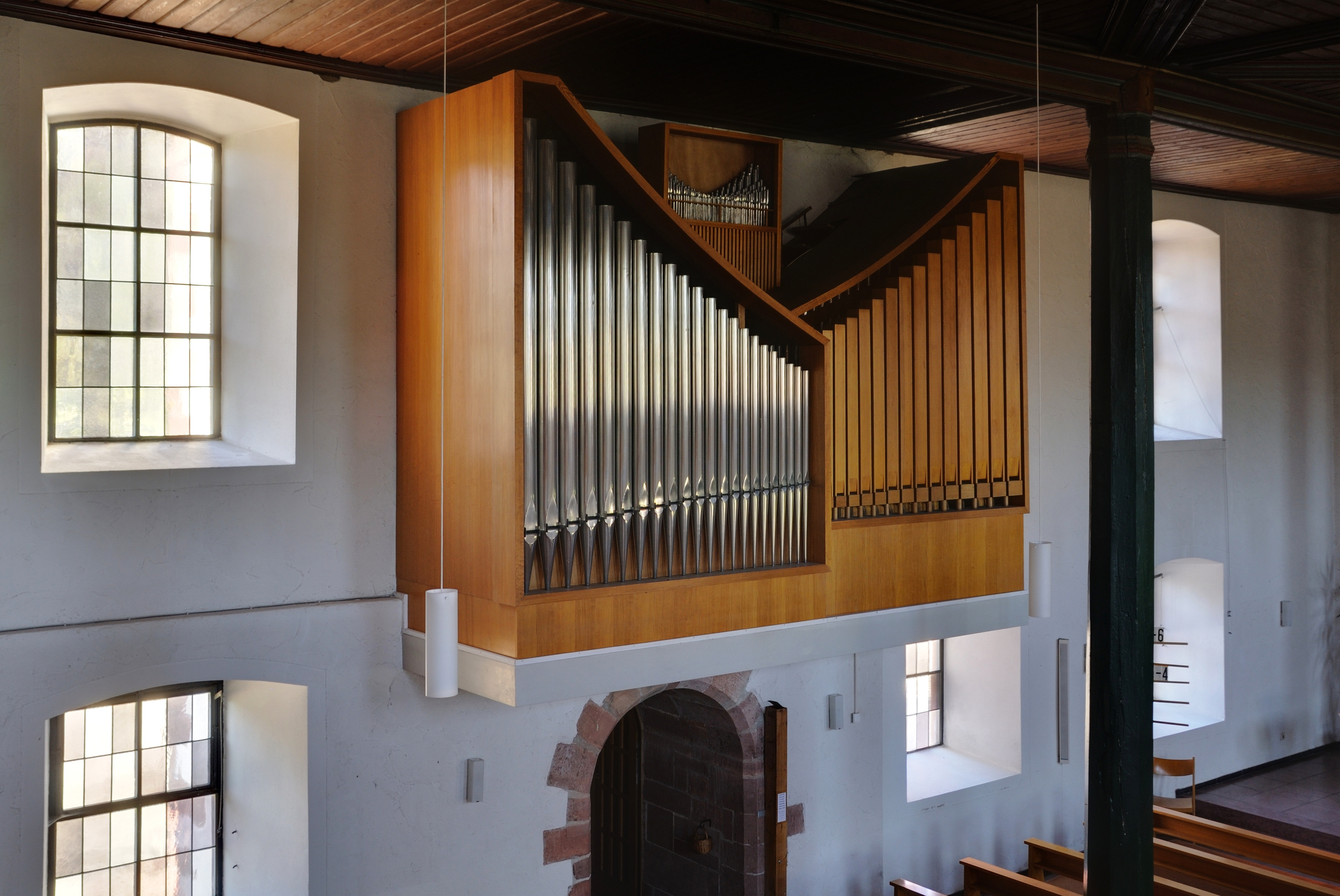
Orgel

Das dreistimmige Glockengeläut setzt sich wie folgt zusammen:
| Name            | Schlagton | Gussjahr | Gießerei                    |
| --------------- | --------- | -------- | --------------------------- |
| Große Glocke    | f′        | 1922     | Gießerei Ulrich, Apolda     |
| Mittlere Glocke | a′        | 1867     | Benjamin Muchenberger, Wehr |
| Kleine Glocke   | c″        | 1922     | Gießerei Ulrich, Apolda     |

Die Orgel wurde 1969 von Peter Vier erbaut und hängt an der Nordwand über dem Haupteingang. Das Instrument arbeitet mit elektrischer Schleiflade und Traktur und verfügt über zwei Manuale, ein Pedal und 19 Register. Der dazugehörige Spieltisch befindet sich auf der Westempore, auf der sich auch weitere Sitzplätze für Kirchgänger befinden.